# 教え子がAV女優、監督はボク。
『教え子がAV女優、監督はボク。』（おしえごがえーぶいじょゆう、かんとくはぼく。）は、村西てんがによる日本の漫画作品。小学館のウェブサイト『裏サンデー』、およびマンガワンで2020年5月23日から連載中。単行本第1巻の帯にはAV監督の村西とおるが推薦コメントを寄せた。

## 概要
AV業界に飛び込み出会った元高校教師と元教え子のラブコメディー漫画。マンガワンというアプリが掲載元であるゆえ、AV業界を舞台にしていながら乳輪や性交描写、想起される擬音などが規制されており、ほとんど描写がない。これらに関する描写は単行本で修正されている点もある。
担当編集者によると、業界ものでありつつもメインとなる部分は「人間ドラマ」であり、「人間の本能を生業とする者達の矜持」を描いた作品であるとしている。

## 登場人物

### 主要登場人物
西寺優二
元高校の倫理教師。あることがきっかけとなり教員を退職。映像会社に転職を果たすが、そこはアダルトビデオの制作会社であった。
久原灯
西寺の元教え子。一方的に西寺に恋心を抱き、自分のせいで教師を辞めたのではないかという負い目も感じている。

## 書誌情報
- 村西てんが『教え子がAV女優、監督はボク。』小学館〈裏サンデーコミックス〉、既刊12巻（2023年10月12日現在）
  1. 2020年9月18日発売[1][4]、ISBN 978-4-09-850248-6
  2. 2021年1月19日発売[5]、ISBN 978-4-09-850438-1
  3. 2021年5月12日発売[6]、ISBN 978-4-09-850572-2
  4. 2021年9月16日発売[7]、ISBN 978-4-09-850706-1
  5. 2022年1月19日発売[8]、ISBN 978-4-09-850855-6
  6. 2022年5月18日発売[9]、ISBN 978-4-09-851111-2
  7. 2022年9月12日発売[10]、ISBN 978-4-09-851277-5
  8. 2022年11月10日発売[11]、ISBN 978-4-09-851405-2
  9. 2023年4月12日発売[12]、ISBN 978-4-09-852005-3
  10. 2023年5月12日発売[13]、ISBN 978-4-09-852065-7
  11. 2023年6月12日発売[14]、ISBN 978-4-09-852138-8
  12. 2023年10月12日発売[15]、ISBN 978-4-09-852870-7